# Lithacodia rosea
Lithacodia rosea là một loài bướm đêm trong họ Noctuidae.